# Palomo
Le Palomo est un stratovolcan du Chili.